# Fűzvölgy
Fűzvölgy is een plaats (község) en gemeente in het Hongaarse comitaat Zala. Fűzvölgy telt 143 inwoners (2001).